# NGC 3845
NGC 3845 (również PGC 36470) – galaktyka spiralna (Sb), znajdująca się w gwiazdozbiorze Lwa. Odkrył ją John Herschel 17 marca 1831 roku. Należy do gromady galaktyk Abell 1367.